# Camponaraya
Camponaraya is een gemeente in de Spaanse comarca El Bierzo van de provincie León in de autonome regio Castilië en León met een oppervlakte van 29,13 km². Camponaraya telt 4.096 inwoners (1 januari 2016).